# Decades: Live in Buenos Aires
Decades: Live in Buenos Aires es el sexto álbum en vivo de la banda metal sinfónico finlandesa Nightwish, que se lanzó el 6 de diciembre de 2019. Se publicó como un álbum de 2CD, así como un paquete de CD/Blu-Ray y un vinilo. El concierto fue grabado por 19 cámaras en alta definición y el escogido fue el de Buenos Aires, Argentina, el 30 de septiembre de 2018 durante el Decades: World Tour la gira duro 9 meses.

## Lista de canciones
- 01. «Swanheart»
- 02. «End Of All Hope»
- 03. «Wish I Had An Angel»
- 04. «10th Man Down»
- 05. «Come Cover Me»
- 06. «Gethsemane»
- 07. «Élan»
- 08. «Sacrament of Wilderness»
- 09. «Deep Silent Complete»
- 10. «Dead Boy’s Poem»
- 11. «Elvenjig»
- 12. «Elvenpath»
- 13. «I Want My Tears Back»
- 14. «Amaranth»
- 15. «The Carpenter»
- 16. «The Kinslayer»
- 17. «Devil & The Deep Dark Ocean»
- 18. «Nemo»
- 19. «Slaying The Dreamer»
- 20. «The Greatest Show On Earth»
- 21. «Ghost Love Score»

## Personal
- Floor Jansen : Voz
- Marco Hietala : Bajo eléctrico, voz principal masculina, coros, guitarra acústica
- Emppu Vuorinen : Guitarra eléctrica, guitarra acústica
- Tuomas Holopainen : Teclado, piano
- Troy Donockley : Gaitas, flautas, coros, bodhrán. guitarra acústica
- Kai Hahto : Batería

### Producción
- Ville Lapeinen  Director
- Leonardo Chiarenza  Productor Audiovisual
- Mikka Jusilla   Mezclador
- Sami Jormanainen  Ingeniero
- Marcelo Bonemi   Cámara
- Garcia Sanchez   Cámara
- Juan Ignacio   Cámara
- Pablo Federico   Cámara
- Maximiliano Sosa   Cámara
- Alejandro Fabrri   Cámara
- Edgardo Nuñez   Cámara
- Julian Munarriz   Cámara
- Federico Ariza   Cámara
- Nicolas D'Esposito   Cámara
- Masa Mason  Cámara
- Matias Shverdinger, Guido Rodolfo Semoni   Asistentes
- Timo Isoaho   Fotografía
- Toxic Angel, Arte de tapa

## Posicionamiento en Lista
| Gráfica (2019)                      | Pico de posición |
| ----------------------------------- | ---------------- |
| Bélgica (Ultratop flamenca)         | 196              |
| Bélgica (Ultratop valona)           | 135              |
| España (PROMUSICAE)                 | 93               |
| Finlandia (Suomen virallinen lista) | 1                |
| Francia (SNEP)                      | 172              |
| Países Bajos (MegaCharts)           | 50               |
| Japón (Oricon)                      | 212              |